# Stana Hočevar
Stana Hočevar, slovenska biologinja, * 8. november 1922, Velike Lašče, † 14. junij 1996, Ljubljana
Diplomirala je 1949 na biološkem oddelku Filozofske fakultete v Ljubljani. Leta 1960 se je strokovno izpopolnjevala na Danskem in Švedskem. V letih 1949−1984 je bila zaposlena na Inštitutu za gozdno in lesno gospodarstvo v Ljubljani ter raziskovala fitocenologijo, gozdno fitopatologijo in lesno patologijo. Sama ali s sodelavci je objavila 27 strokovnih in 55 znanstvenih razprav, 8 priročnikov in 3 knjige.

## Izbrana bibliografija
- Preddinarski gorski pragozdovi : Trdinov vrh in Ravna gora na Gorjancih, Kopa v Kočevskem Rogu in Krokar na hrbtu pogorja Borovška gora - Planina nad Kolpo (COBISS)
- Bolezni gozdnega drevja. Zv. 1 (COBISS)
- Hišne gobe (COBISS)
- Najvažnejše smrekove in macesnove bolezni  (COBISS)